# Nabor (opera)
Nabor je opera v dveh dejanjih (šestih slikah) Frana Gerbiča. Libreto je napisal Hugo Viktor Gerbič, skladateljev sin, po neki svoji noveli. Skladatelj je opero pisal v času od 16. maja 1912 do 11. januarja 1913. Krstna predstava je bila 22. oktobra 1925 v ljubljanski operi in od tedaj ni bila več uprizorjena. 
Opero so uprizorili naslednji umetniki: dirigent je bil takrat mladi, neznani korepetitor Marij Kogoj, v glavnih vlogah so peli Pavla Lovše kot Jelka, Zora Ropas kot Boštjanka, Vekoslav Janko kot nočni varuh, Jože je bil Leopold Kovač in Jernej Drago Zupan.

## Osebe
- Jelka - sopran
- Boštjanka, Jelkina mati - mezzosopran
- Jože - tenor
- Kosek, Jožetov oče
- Martin - bas
- Jernej, bogati kmet - bariton
- nočni varuh - bariton
- kovači, mladeniči in mladenke, orožniki, vojaki

## Vsebina

### Prvo dejanje
Zgodba se dogaja v okolici Cerknice v času turških vpadov.
Dejanje v poznem popoldnevu na trgu pred kovačijo pričenja kratek moški zbor, sledi mu zbor kovačev »Kladva urno zavihtimo«. Prvi nastop Martina, tajnika vojaške agenture, je odločen. Kovače sprašuje, če že kujejo orožje, če pa kujejo le podkve, jim veli, naj tega ne počno, saj pravi »zdaj treba bo sabelj domovju na bran«. Prizor izmenjaje zaključita Martin in mešani zbor.
Na prizorišče pride stari Kosek, Jožetov oče. Martin ga ustavi in vpraša, zakaj je videti tako zaskrbljen. V nastopu, ki sledi, izvemo, da v mislih kuje velikanski meč, ki naj bi segal do neba, ki bo brušen z močjo vseh mlinskih kamnov, katere pa bo vrtela moč vseh rek in morja. Seveda je zaradi takšne izjave zasmehovan, ko pa pove, da bi z njim pregnal vse človeške nadloge in vojne prav v globino morja, mu ljudje začno pritrjevati. Med presojo, kdo ima bolj prav, poseže vmes Jernej, vaški bogataš srednjih let, ki pravi, da Kosek tako govori samo zato, ker se boji za svojega sina. Stari Kosek prizna, da če bo moral sin Jože k vojakom, bo ostal sam doma brez tako potrebne pomoči pri delu. Martin mu odvrne, da je to dejstvo sicer neprijetno, a ko kliče domovina, se ji morajo odzvati prav vsi. Pri tem si Jernej sam pri sebi želi, da bi Jože moral v vojsko. Martin medtem nadaljuje in pove, da se v Črni gori proti sovragu borijo tudi dekleta in ženice. S to izjavo pa razjezi ženski del prisotnih in v odgovor mu na komičen način uprizorijo vojaško postrojitev, zraven pa pojo narodno »Regiment po cesti gre«. Slika se konča z velikim finalom »To čenče so in prazne kvante«.
V drugi sliki nastopita Boštjanka ter njena hči Jelka oziroma Jelica. Slednja je nesrečna, ker je imela minulo noč grozljive sanje. Iz pogovora izvemo, da ljubi Jožeta, vendar naj bi njuno poroko preprečila smrt. Mama jo tolaži z besedami: »Sanje so kot morske pene, vetrič vsak jih koj razdene.« Jelko zle slutnje obhajajo še naprej in materi iz sanj zaupa še to, da je sama zgrudena na tleh. Prizor se konča z duetom »Umiri se, oj dete moje«. Tu imajo sanje pomembno vlogo prerokbe.
Tretjo sliko pričenja recitativ ter arija Jožeta pod dekletovim oknom. Nasploh je po svoji zgradbi in glasbeni plati tretja slika najbolj dovršen in romantičen del opere:
»Zaljšega dekleta ni,
kot je moja Jelica.
Vedno mi je pred očmi
nje podoba,
nje podoba miljena!
Kako prekrasna noč je jasna!
Zvezdice migljajo,
milo se smehljajo.
Le smehljajte sreči se,
ktera polni mi srce.
V njeno okence svetite,
tja pozdrave ji nesite,
pa povejte ji ljubo,
kako ljubim jo srčno!«
Trka na okence in kliče Jelko, ta mu pade v objem in zapojeta v ljubezenskem duetu. Vendar ko jo Jože prosi za roko, se ji ponovijo zle sanje. Tokrat jo pomiri ljubljeni fant in slika se konča s prisego »Da bom njegov/a na vekomaj«.
Četrta slika, ki se dogaja isti večer po Jožetovemu odhodu od Jelke. Ob polnoči nočni varuh med obhodom vasi pod Jelkinim oknom opazi prikazen. Ko stopi bliže, pa v temi prepozna Jerneja. Jezen, ker so ga odkrili, osorno odslovi varuha, sam pa izgine v noč. Prvo dejanje se konča, ko nočni varuh odide za vogalom.

### Drugo dejanje
Prva slika drugega dejanja je postavljena v zgodnje popoldne pod vaško lipo. Iz uvodnega ženskega zbora »Radovedne smo kdo potrjen bo« izvemo, da je napočil čas nabora. Zaradi tega je Jelka bolj kot radovedna zaskrbljena. Ostala dekleta to opazijo in jo tolažijo, prizor pa izveni z narodno »Stoji, stoji tam lipica«. Sledi nastop mladih vojakov, med kateri je tudi Jože, ki korakajo in pri repeticiji pojo. Na prizorišču se pojavi star vojaški invalid s svojo življenjsko zgodbo, ki mlade vojake prevzame. Toda časa za premišljevanje ni, kajti začenja se nabor. Ko star vojak naznani, da je nabor končan, sledi le še slovo vojakov »Oj, z Bogom«. Na prizorišču ostaneta sama Jelka in Jernej. Slednji je vesel dejstva, da je moral njegov »tekmec« v vojsko, zato nemudoma pobara Jelko. Pravi ji, da je tako rekoč že postala vdova, da ji Jože v vojski ne bo ostal zvest in jo skuša narediti ljubosumno. V recitativu in dolgi ariji jo skuša omrežiti in pridobiti zase. Tu je lik Jerneja predstavljen v vsej svoji temačnosti. Jelka se mu upre, saj verjame v Jožetovo zvestobo, kar pa zadeva bogastvo, mu odvrne: 
»Nikdar ti moje ne dobiš roke,
naj tvoje so doline in gore!«
Zato je njena zadnja želja, da jo Jernej ne zalezuje več in naj gre proč. Sam željo upošteva, vendar užaljen in ponižan tiho odvrne, da pa bo zadnjo besedo imel njen oče. Jelka ostane sama in v ariji »Bogastvo samo sreča ni« ugotovi, da slednjega resnično nima, ima pa ljubezen in zato bo Jožetova nevesta.
Druga slika se dogaja isti dan v vaški gostilni ob osmih zvečer. Vojaki še niso odšli v boj, zato zadnjo noč izkoristijo za zabavo. Jože v zdravici »Kozarce nalijmo« nazdravi zmagi nad sovragom ter izpove ljubezen domovini. Martin naroči še več pijače in orglarju veli zaigrati. Sledi šestdeset taktov baleta, po končani glasbi pa orglar vsem naznani, da je bil tudi sam nekdaj v Bosni, kjer si je prislužil medaljo za hrabrost. Vojaki ga zato prosijo, naj ostane z njimi do jutra. Med zabavo pa v krčmo pride Jernej, opazi ga Martin in ga povabi za mizo. V tem se hoče že utrujeni Jože posloviti od zbrane družbe, vendar ga le-ta pregovori. Zapoje jim lepa Minka s kitaro pesem o rožmarinu, Jernej pa se vmes začne norčevati iz tekmeca. Mlad vojak mu seveda ne ostane dolžan, zato se vname prepir. Martin medtem pošlje krčmarja po orožnike, saj ve, da se to ne bo končalo brez pretepa. Vojaki pošiljajo Jerneja iz gostilne, kar pa ta namerno presliši. Zato mu Jože pred vsemi obljubi, da Jelica ne bo nikoli njegova. Jernejev odgovor na to je, da sta z ljubljeno že domenjena za poroko in da je čez noč že ostal pri bodoči nevesti. Nihče mu ne verjame, zato Jernej Jožeta zgrabi za roko. Ker se ga slednji ne more otresti, zgrabi steklenico in ga udari po glavi. Jernej se zgrudi, je takoj mrtev. Ko prihitijo orožniki, Jože prizna krivdo. Pritrdijo mu tudi vojaki, priče dogodku, vendar ga orožniki vseeno uklenejo. V tem se na vratih gostilne pojavi Kosek. Ko sin zagleda očeta, se začne upirati, na pomoč mu priskočijo tovariši. Vname se boj, Jože se spoprime z orožnikom, ta ga poskuša napasti z bajonetom, vendar se v trenutku pred njim pojavi ljubljena Jelka, tako da zabode njo. Prihiti tudi Boštjanka, vzame ranjeno hči v naročje, Jelka ji še z zadnjimi močmi pove, da so se njene zle sanje sedaj uresničile. Opera se konča z Jelkino smrtjo, vojaki s stoli grozijo orožnikom, ti pa z bajoneti stojijo njim naproti.

## Odmevi po krstni predstavi
Kritik Fran Govekar je po krstu 25. oktobra v Jutru med drugim zapisal, da je kardinalna hiba besedila v tem, da se veselo razpoloženje mahoma sprevrže v tragedijo in nadaljuje: »Zaključek bi spremenil in pustil značajno ljubezen triumfirati, podleca pa kaznovati in nagnati. Nabor kot vesela stvar bi bolje uspel.«  
Kljub slabostim pa je zapisal tudi: »S pijeteto smo jo uživali, s srcem polnim občudovanja in zahvalnosti. Koliko energije, koliko bujne produktivnosti je kipelo v trhlem Gerbičevem telesu.«